# Campionati tedeschi di sci alpino 1962
I Campionati tedeschi di sci alpino 1962 si disputarono a Hindelang; furono assegnati i titoli di discesa libera, slalom gigante, slalom speciale e combinata, sia maschili sia femminili.

## Risultati
| Specialità      | Uomini             | Donne                           |
| --------------- | ------------------ | ------------------------------- |
| Discesa libera  | Wolfgang Bartels   | Heidi Biebl Barbara Henneberger |
| Slalom gigante  | Fritz Wagnerberger | Barbara Henneberger             |
| Slalom speciale | Sepp Behr          | Heidi Biebl                     |
| Combinata       | Ludwig Leitner     | Barbara Henneberger             |